# Квінт Гортензій (диктатор)
Квінт Гортензій (лат. Quintus Hortensius; бл. 330 до н. е. — 287 до н. е.) — диктатор Римської республіки у 287 до н. е. Відомий завдяки закону Lex Hortensia. Помер на посаді.

## Життєпис
Про самого Квінта Гортензія відомо небагато. Походив з плебейського роду Гортензіїв.
У 287 році до н. е. призначений диктатором у зв'язку з сецесією плебеїв, які зібралися на пагорбі Янікул. Припинив заворушення, переконавши народ повернутися до Риму, після чого провів закон Lex Hortensia de plebiscitiis, що надав рішенням Консиліумів плебеїв (лат. Consilia plebis) силу закону з обов'язковим виконанням для всіх римських громадян, включаючи патриціїв.
Інша норма Lex Hortensia змінила статус нундінів на dies fasti non comitiales, для того, щоб в ці дні працювали суди і щоб селяни, які на нундіни приходили до Риму, могли вирішувати свої юридичні справи.
Помер на посаді. Відомо лише два диктатори, що померли під час виконання своїх обов'язків, другим був Юлій Цезар.